# نیپون بودوکان

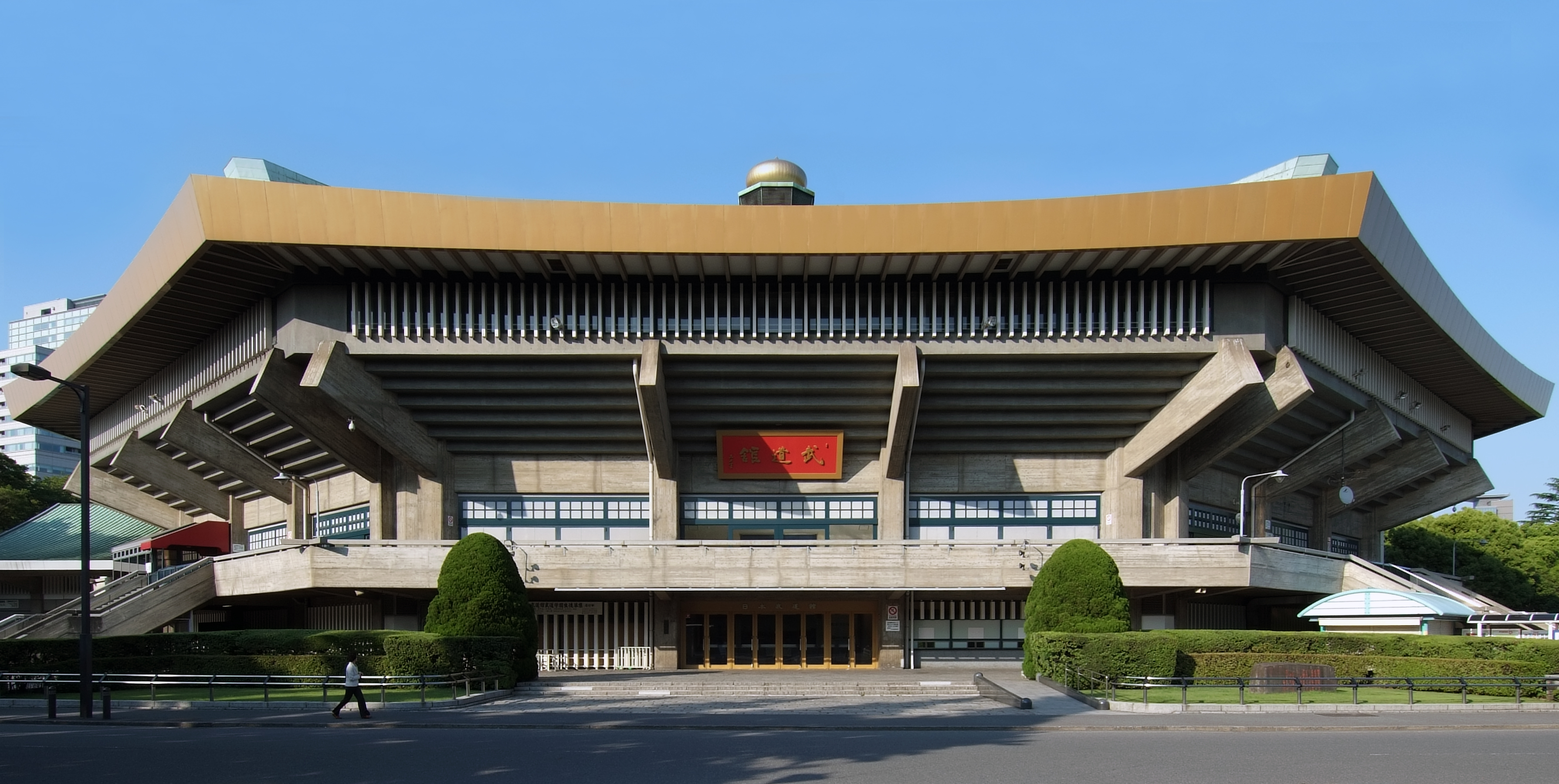
نیپون بودوکان

نیپون بودوکان (به ژاپنی: 日本武道館 Nippon Budōkan) در منطقهٔ چیودا و در درون پارک کیتانومارو در توکیو پایتخت ژاپن واقع شده‌است. این استادیوم سرپوشیده در سال ۱۹۶۴ میلادی آمادهٔ بهره‌برداری شده‌است.

## موسیقی در نیپون بودوکان
با اینکه این سالن ورزشی در اصل به ورزش جودو اختصاص دارد، بودوکان محل برگزاری کنسرت‌های بسیاری از خوانندگان ژاپنی و بوده است و آلبوم‌های بسیاری به نام اجرای زنده در بودوکان وجود دارد. گروه انگلیسی بیتلز در سال ۱۹۶۶ میلادی نخستین گروه راکی بودند که در این ورزشگاه کنسرت اجرا کردند. پس از اینکه چیپ تریک ( Cheap Trick) و باب دیلن پس از اجرای کنسرت در بودوکان آلبوم‌هایی به نام در بودوکان و باب دیلن در بودوکان در بازار عرضه کردند، بودوکان شهرت جهانی پیدا کرد. پس از آن اریک کلپتون در سال ۱۹۸۰ آلبوم Just One Night را در بودوکان ضبط کرد.

### دیگر هنرمندانی که محل اجرای آلبوم‌هایشان در بودوکان بوده است
| نام خواننده یا گروه           | نام آلبوم                         |
| ----------------------------- | --------------------------------- |
| دیپ پرپل                      | (Made in Japan (album             |
| تین ماچین                     | Tin Machine Live: Oy Vey, Baby    |
| Quincy Jones                  | Live At Budokan 1981              |
| دریم تیتر                     | Live at Budokan                   |
| Michael Schenker Group        | One Night at Budokan 1982         |
| Oasis                         | Three Nights in a Judo Arena 1998 |
| بلر                           | Live at the Budokan               |
| جوداس پریست                   | Rising in the East 2005           |
| Bay City Rollers, Rollerworld | Live at the Budokan 1977          |

### نمونه‌ای از هنرمندان خارجی‌ای که در بودوکان کنسرت اجرا کرده‌اند
- ABBA
- برایان آدامز
- اروسمیث
- کریستینا آگیلرا
- بک‌استریت بویز
- بلر
- ماریا کری
- سلین دیون
- دیوید بویی
- سی ان بلو
- آزی آزبورن

## ایستگاه‌های اطراف
- ایستگاه کودانشیتا
  - متروی توکیو، خط توزائی و خط هانزومون
  - متروی توئی، خط شینجوکو
- ایستگاه ایداباشی
  - جی آر، خط چوئو-هونسن
  - متروی توکیو، خط یوراکوچو و خط نانبوکو
  - متروی توئی، خط اوادو